# Мцване
Мцване (Кахури) — технический (винный) сорт белого винограда, используемый для производства белых вин в Грузии. 
Слово მწვანე (мцване) означает по-грузински «зелёный, незрелый». Уточнение «кахури» указывает на происхождение из Кахетии. Из-за созвучия его иногда путают с Горули Мцване («мцване из Гори»).
Считается одним из самых ценнейших и древних автохтонных сортов винограда Грузии. Культивируется также в Азербайджане, Армении, Дагестане, Молдавии, на Украине.
Используется для приготовления высококачественных столовых вин как по европейской, так и по традиционной технологии (янтарные вина из квеври). В купаже с виноградом ркацители из него готовят марочные вина Вазисубани, Гурджаани и Цинандали.

## Основные характеристики
Кусты среднерослые.
Листья средние, округлые, реже слабоовальные, пятилопастные, иногда трехлопастные, матовые, темно-зеленые, сетчато-морщинистые, иногда мелкопузырчатые, редко гладкие. Снизу опушение паутинистое, средней густоты. Черешковая выемка закрытая, веретеновидная, открытая, сводчатая, реже лировидная с открытым дном.
Цветок обоеполый.
Грозди средние, ширококонические, крылатые, иногда цилиндроконические, средней плотности, реже рыхлые.
Ягоды средние, овальные, желтовато-зеленые, покрыты обильным восковым налетом. Кожица тонкая. Мякоть сочная. Вкус приятный, со специфическим сортовым ароматом.
Вызревание побегов хорошее.
Сорт среднего периода созревания. Период от начала распускания почек до полной зрелости ягод 160 дней при сумме активных температур 3000°—3200°С.
Сорт относительно восприимчив к мильдью и оидиуму, устойчив против филлоксеры; не отличается засухоустойчивостью, но зимостойкий.